# Kommunalwahlen in Albanien 2015
Am 21. Juni 2015 fanden in Albanien nach vier Jahren wieder Kommunalwahlen (albanisch Zgjedhje Vendore) statt. Es waren die ersten Kommunalwahlen nach der Zustimmung zur Reform der Verwaltungsgliederung Albaniens im letzten Jahr. Diese sah vor, dass die Gemeindeart der Komuna abgeschafft wird und gleichzeitig die Gesamtzahl der Gemeinden von 373 auf 61 Bashkia reduziert wird. Die Stimmberechtigten wählten die exekutiven und legislativen Vertreter ihrer Gemeinden, also zum einen die 61 Bürgermeister (alb. Kryetar Bashkie) und zum anderen die insgesamt 1595 Gemeinderäte (alb. Këshilli Bashkiak).
Eine Neuheit und ein historischer Meilenstein war die Regelung, dass in der Liste einer Partei für einen Gemeinderat 50 % der Kandidaten Frauen sein müssen. Die Allianz der Frauen des Parlamentes (Aleanca e Grave Parlamentare) setzte diese Richtlinie zuvor im Parlament durch.
Bei der Wahl konnte die Sozialistische Partei einen deutlichen Sieg erringen.

## Politische Ausgangslage
Letztmals haben Kommunalwahlen im Jahr 2011 stattgefunden. Damals traten zwei Großkoalitionen gegeneinander an, die von der Demokratischen Partei (PD) – der damaligen Regierungspartei – angeführte Allianz für den Bürger (Aleanca për Qytetarin) und die von der Sozialistischen Partei (PS) angeführte Allianz für die Zukunft (Aleanca për të Ardhmen). Während die PS als einzelne Partei 100.000 Stimmen mehr für sich gewinnen konnte als die PD, unterlag ihre Allianz jedoch mit rund 70.000 Stimmen derjenigen der Demokraten. Die Wahl in der Hauptstadt Tirana wurde ein Kopf-an-Kopf-Rennen zwischen dem als Bürgermeister amtierenden Sozialistenführer Edi Rama und seinem Herausforderer aus dem PD-Lager, Lulzim Basha. Die „Odyssee um Tirana“, wie die mehrwöchige Stimmenauszählung in der Hauptstadt von den Medien genannt wurde, endete schließlich zugunsten der Demokraten, die mit nur 81 Stimmen Vorsprung die Wahl gewannen. Edi Rama musste nach elf Jahren das Bürgermeisteramt der Hauptstadt an Lulzim Basha abgeben. Auffallend war zudem, dass die Sozialisten in den meisten Städten des Landes siegen konnten, während die Demokraten vor allem auf dem Land erfolgreich waren.
Nach zwei Jahren relativ erfolgreicher Oppositionspolitik und dank eines aufwändigen Wahlkampfes sah es für die Sozialisten dann bei der Parlamentswahl ganz anders aus. Ihre Allianz für das europäische Albanien (Aleanca për Shqipërinë Evropiane), der noch 36 andere Parteien angehörten, bekam knapp 320.000 Stimmen mehr als die von den Demokraten angeführte Allianz für Beschäftigung, Wohlfahrt und Integration (Aleanca për Punësim, Mirëqenie dhe Integrim), der noch 24 Parteien angehörten. Nach acht Jahren in der Opposition stellten die Sozialisten wieder eine Regierung, deren Chef Edi Rama wurde.

## Zu besetzende Ämter
Bei den Kommunalwahlen 2015 wurden die Behörden für die durch die im Sommer 2014 beschlossene Territorialreform auf Gemeindeebene besetzt. Das Land ist neu in 61 Bashkia unterteilt. Jede Bashkia wird von einem Bürgermeister und seinem Kabinett regiert. Der Bashkia-Rat (beziehungsweise Gemeinderat) hat legislative Funktionen und besteht aus mindestens 15 Mitgliedern. Tirana hat als größte Gemeinde 61 Ratssitze zu besetzen.

## Zur Wahl antretende Parteien und Koalitionen

Die Sozialistische Partei Albaniens führt die Koalition „Allianz für das europäische Albanien“ an, der 37 Parteien angehören.

Die Demokratische Partei Albaniens führt die kleinere Koalition „Volksallianz für Arbeit und Würde“ an, welche 15 Parteien umfasst.

63 politische Subjekte registrierte die Zentrale Wahlkommission (alb. Komisioni Qendror i Zgjedhjeve) für die diesjährigen Wahlen. 37 davon gehören der Koalition „Allianz für das europäische Albanien“ (alb. Aleanca për Shqipërinë Europiane) und 15 gehören der Koalition „Volksallianz für Arbeit und Würde“ (alb. Aleanca Popullore për Punë dhe Dinjitet) an. 11 Parteien treten eigenständig zur Wahl an. Nachfolgend die teilnehmenden Parteien:
| Allianz für das europäische Albanien (ASHE) 1. Sozialistische Partei Albaniens 2. Sozialistische Bewegung für Integration 3. Partei für Gerechtigkeit, Integration und Einheit 4. Nationale Arbnorische/Albanische Allianz 5. Demokratische Allianz 6. Allianz der Mazedonier für europäische Integration 7. Allianz für europäische Gleichberechtigung und Gerechtigkeit 8. Allianz für Demokratie und Solidarität 9. Partei Albanische Zukunft 10. Partei der neuen europäischen Demokratie 11. Demokratische Partei der albanischen muslimischen Vereinigung 12. Partei der albanischen Fragen 13. Grüne Partei Albaniens 14. Christdemokratische Allianz Albaniens 15. Partei der Arbeit Albaniens 16. Partei der demokratischen Reformen Albaniens 17. Partei der verweigerten Rechte 18. Partei Kraft der Jugend 19. Partei der nationalen Einheit 20. G 99 21. Kommunistische Partei Albaniens 22. Kommunistische Partei Albaniens 8. November 23. Demokratische Bewegung für Veränderung 24. Bewegung für Gerechtigkeit der Albaner 25. Partei Gesetz und Gerechtigkeit 26. Partei für die Europäisierung und Integration Albaniens 27. Partei für den Schutz der Emigrantenrechte 28. Partei für Personen mit Behinderungen 29. Partei Weg der Freiheit 30. Albanische Partei Vaterland 31. Moderate Sozialistische Partei 32. Echte Sozialistische Partei '91 33. Albanische Sozialarbeiterpartei 34. Neuer Demokratischer Wind 35. Partei Soziale Demokratie 36. Christdemokratische Partei Albaniens 37. Partei der nationalen Versöhnung | Volksallianz für Arbeit und Würde (APPD) 1. Demokratische Partei Albaniens 2. Albanische Republikanische Partei 3. Agrar- und Umweltpartei Albaniens 4. Partei Bewegung für Legalität 5. Partei Nationale Front 6. Partei Bewegung für nationale Entwicklung 7. Liberaldemokratische Vereinigung 8. Partei der demokratischen nationalen Front 9. Partei Zeit Albaniens 10. Albanische Demokratische Vereinigung 11. Partei Liberale Rechte Denkweise 12. Neue Partei der verweigerten Rechte 13. Albanische Konservative Partei 14. Christdemokratische Volkspartei Albaniens 15. Albanische Christdemokratische Liga | Koalitionslos 1. Ethnisch-Griechische Minderheit für die Zukunft 2. Partei Linke Front 3. Partei für den Schutz der Arbeiterrechte Albaniens 4. Christlich-Demokratische Partei Albaniens 5. Demokratische Bewegung für Werte, Wohlfahrt und Fortschritt 6. Partei Vereinigung für die Menschenrechte 7. Volksallianz 8. Sozialdemokratische Partei Albaniens 9. Partei Nationale Allianz 10. Nationales Demokratisches Albanisches Bündnis 11. Ökologische Europäische Vereinigung |

## Urnengang
Der Urnengang am 21. Juni verlief ruhig und ohne größere Zwischenfälle. Die Wahlbeteiligung lag bei etwa 45 %, welche die tiefste der letzten 25 Jahren war. Bei der Parlamentswahl 2013 lag sie noch bei 53 %.
Zwei Tage nach der Wahl kam es aber in Malësia e Madhe während der Auszählung zu einem gewalttätigen Zwischenfall, als Personen versuchten, ins Wahllokal einzudringen. Die Polizei musste einschreiten. Die Auszählung wurde danach in Tirana fortgesetzt.
Die internationalen Beobachter beurteilten den Wahlverlauf insgesamt als ruhig und fair. Die Wähler hätten ihren Willen abgeben können. Kritisiert wurde jedoch, dass zahlreiche staatliche Institutionen politisch unterminiert gewesen waren. Es bestand zwar die rechtliche Basis für demokratische Wahlen. Jedoch fehlte es mancherorts am Willen, die Gesetze auch entsprechend umzusetzen.

## Ergebnisse der Bürgermeisterwahlen

Resultate der Bürgermeisterwahlen nach Koalition:
APPD
ASHE
Ethnisch-Griechische Minderheit für die Zukunft (MEGA)

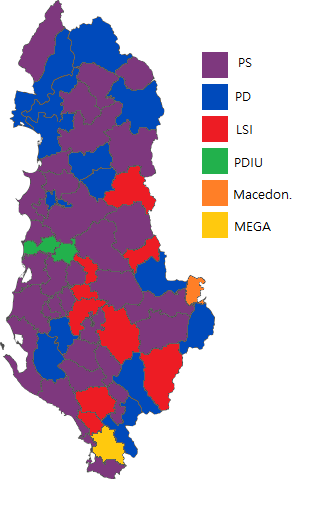
Resultate der Bürgermeisterwahlen nach Partei

Laut der Zentralen Wahlkommission (albanisch Komisioni Qëndror i Zgjedhjeve, kurz KQZ) gewann die ASHE 45 Stadtgemeinden, darunter die größeren Städte vor allem im Süden des Landes wie Durrës, Elbasan, Vlora, Korça, Gjirokastra, Fier und Saranda. Die APPD konnte in 15 städtischen Gemeinden siegen, darunter  Kukës, Lezha, Kamza, Tropoja und wie üblich Shkodra. Bei koalitionslosen Parteien gewann die Ethnisch-Griechische Minderheit für die Zukunft (MEGA) in Finiq die Wahl. Die ASHE wird als Siegerin der Kommunalwahlen gesehen.
In der folgenden Tabelle sind die 2015 siegende Partei aufgeführt:
| Qark             | Stadtgemeinde   | Bürgermeister     | Name der Gewinner-Partei                          | Koalition     |
| ---------------- | --------------- | ----------------- | ------------------------------------------------- | ------------- |
| Qark Berat       | Berat           | Petrit Sinaj      | Sozialistische Bewegung für Integration           | ASHE          |
| Qark Berat       | Kuçova          | Selfo Kapllani    | Sozialistische Bewegung für Integration           | ASHE          |
| Qark Berat       | Poliçan         | Adriatik Zotkaj   | Sozialistische Partei                             | ASHE          |
| Qark Berat       | Skrapar         | Nesim Spahiu      | Sozialistische Bewegung für Integration           | ASHE          |
| Qark Berat       | Ura Vajgurore   | Juliana Memaj     | Sozialistische Partei                             | ASHE          |
| Qark Dibra       | Bulqiza         | Melaim Damzi      | Sozialistische Bewegung für Integration           | ASHE          |
| Qark Dibra       | Dibra           | Shukri Xhelili    | Sozialistische Partei                             | ASHE          |
| Qark Dibra       | Klos            | Basir Çupa        | Demokratische Partei                              | APPD          |
| Qark Dibra       | Mat             | Nezir Rizvani     | Demokratische Partei                              | APPD          |
| Qark Durrës      | Durrës          | Vangjush Dako     | Sozialistische Partei                             | ASHE          |
| Qark Durrës      | Kruja           | Artur Bushi       | Sozialistische Partei                             | ASHE          |
| Qark Durrës      | Shijak          | Ardian Kokomani   | Sozialistische Partei                             | ASHE          |
| Qark Elbasan     | Belsh           | Arif Tafani       | Sozialistische Partei                             | ASHE          |
| Qark Elbasan     | Cërrik          | Altin Toska       | Sozialistische Bewegung für Integration           | ASHE          |
| Qark Elbasan     | Elbasan         | Qazim Sejdini     | Sozialistische Partei                             | ASHE          |
| Qark Elbasan     | Gramsh          | Luljeta Dollani   | Sozialistische Partei                             | ASHE          |
| Qark Elbasan     | Librazhd        | Kastriot Gurra    | Sozialistische Partei                             | ASHE          |
| Qark Elbasan     | Peqin           | Saimir Hasalla    | Partei für Gerechtigkeit, Integration und Einheit | ASHE          |
| Qark Elbasan     | Përrenjas       | Miranda Rira      | Sozialistische Bewegung für Integration           | ASHE          |
| Qark Fier        | Divjaka         | Fredi Kokoneshi   | Sozialistische Partei                             | ASHE          |
| Qark Fier        | Fier            | Armando Subashi   | Sozialistische Partei                             | ASHE          |
| Qark Fier        | Lushnja         | Fatos Tushe       | Sozialistische Partei                             | ASHE          |
| Qark Fier        | Mallakastra     | Agron Kapllanaj   | Demokratische Partei                              | APPD          |
| Qark Fier        | Patos           | Rajmonda Balilaj  | Sozialistische Partei                             | ASHE          |
| Qark Fier        | Roskovec        | Majlinda Bufi     | Sozialistische Partei                             | ASHE          |
| Qark Gjirokastra | Dropull         | Ahilea Deçka      | Demokratische Partei                              | APPD          |
| Qark Gjirokastra | Gjirokastra     | Zamira Rami       | Sozialistische Bewegung für Integration           | ASHE          |
| Qark Gjirokastra | Këlcyra         | Klement Ndoni     | Sozialistische Partei                             | ASHE          |
| Qark Gjirokastra | Libohova        | Luiza Mandi       | Sozialistische Partei                             | ASHE          |
| Qark Gjirokastra | Memaliaj        | Durim Roshi       | Sozialistische Partei                             | ASHE          |
| Qark Gjirokastra | Përmet          | Niko Shupuli      | Demokratische Partei                              | APPD          |
| Qark Gjirokastra | Tepelena        | Tërmet Peçi       | Sozialistische Partei                             | ASHE          |
| Qark Korça       | Devoll          | Bledjon Nallbati  | Demokratische Partei                              | APPD          |
| Qark Korça       | Kolonja         | Arben Malo        | Sozialistische Bewegung für Integration           | ASHE          |
| Qark Korça       | Korça           | Sotiraq Filo      | Sozialistische Partei                             | ASHE          |
| Qark Korça       | Maliq           | Gëzim Topçiu      | Sozialistische Partei                             | ASHE          |
| Qark Korça       | Pogradec        | Eduart Kapri      | Demokratische Partei                              | APPD          |
| Qark Korça       | Pustec          | Edmond Themelko   | Mazedonischen Allianz für Europäische Integration | ASHE          |
| Qark Kukës       | Has             | Adem Lala         | Sozialistische Partei                             | ASHE          |
| Qark Kukës       | Kukës           | Bashkim Shehu     | Demokratische Partei                              | APPD          |
| Qark Kukës       | Tropoja         | Besnik Dushaj     | Demokratische Partei                              | APPD          |
| Qark Lezha       | Kurbin          | Artur Bardhi      | Sozialistische Partei                             | ASHE          |
| Qark Lezha       | Lezha           | Fran Frrokaj      | Demokratische Partei                              | APPD          |
| Qark Lezha       | Mirdita         | Ndrec Dedaj       | Sozialistische Partei                             | ASHE          |
| Qark Shkodra     | Fushë-Arrëz     | Fran Tuci         | Sozialistische Partei                             | ASHE          |
| Qark Shkodra     | Malësia e Madhe | Tonin Marinaj     | Sozialistische Partei                             | ASHE          |
| Qark Shkodra     | Puka            | Gjon Gjonaj       | Sozialistische Partei                             | ASHE          |
| Qark Shkodra     | Shkodra         | Voltana Ademi     | Demokratische Partei                              | APPD          |
| Qark Shkodra     | Vau-Deja        | Zef Hila          | Demokratische Partei                              | APPD          |
| Qark Tirana      | Kamza           | Xhelal Mziu       | Demokratische Partei                              | APPD          |
| Qark Tirana      | Kavaja          | Elvis Roshi       | Sozialistische Partei                             | ASHE          |
| Qark Tirana      | Rrogozhina      | Beqir Nuredini    | Partei für Gerechtigkeit, Integration und Einheit | ASHE          |
| Qark Tirana      | Tirana          | Erion Veliaj      | Sozialistische Partei                             | ASHE          |
| Qark Tirana      | Vora            | Fiqiri Ismaili    | Demokratische Partei                              | APPD          |
| Qark Vlora       | Delvina         | Rigels Balili     | Sozialistische Bewegung für Integration           | ASHE          |
| Qark Vlora       | Finiq           | Leonidha Hristo   | Ethnisch-Griechische Minderheit für die Zukunft   | Koalitionslos |
| Qark Vlora       | Himara          | Jorgo Goro        | Sozialistische Partei                             | ASHE          |
| Qark Vlora       | Konispol        | Shuaip Beqiri     | Sozialistische Partei                             | ASHE          |
| Qark Vlora       | Saranda         | Florjana Koka     | Sozialistische Partei                             | ASHE          |
| Qark Vlora       | Selenica        | Përparim Shametaj | Demokratische Partei                              | APPD          |
| Qark Vlora       | Vlora           | Dritan Leli       | Sozialistische Partei                             | ASHE          |

## Ergebnisse der Ratssitzwahlen
Landesweit gingen 25,75 % der Stimmen an die Sozialisten, 20,32 % an die Demokraten und 16,60 % an die Sozialistische Bewegung für Integration. Die ASHE-Koalition vereinte 63 % der Stimmen, die APPD lediglich 32 %.
Mit Albina Ferko Nanaj von der Çamen-Partei PDIU wurde erstmals eine Hidschāb (islamisches Kopftuch) tragende Frau in den Stadtrat von Tirana gewählt, nachdem das Kopftuch während des Kommunismus verboten war.
In der folgenden Tabelle sind die gewonnenen Sitze für die beiden Koalitionen und die wichtigsten Parteien aufgeführt nebst der siegenden Partei. Die siegende Koalition ist grün hervorgehoben.
| Qark             | Stadtgemeinde   | Ratssitze | Sitze APPD (Demokratische Partei) | Sitze ASHE (Sozialistische Partei/Sozialistische Bewegung für Integration) | Sitze andere Parteien und unabhängige Kandidaten | Partei mit höchstem Stimmenanteil                 |
| ---------------- | --------------- | --------- | --------------------------------- | -------------------------------------------------------------------------- | ------------------------------------------------ | ------------------------------------------------- |
| Qark Berat       | Berat           | 31        | 10 (6)                            | 21 (11/7)                                                                  | 0                                                | Sozialistische Partei                             |
| Qark Berat       | Kuçova          | 31        | 08 (6)                            | 23 (10/6)                                                                  | 0                                                | Sozialistische Partei                             |
| Qark Berat       | Poliçan         | 15        | 02 (2)                            | 13 (8/3)                                                                   | 0                                                | Sozialistische Partei                             |
| Qark Berat       | Skrapar         | 15        | 02 (1)                            | 13 (3/10)                                                                  | 0                                                | Sozialistische Bewegung für Integration           |
| Qark Berat       | Ura Vajgurore   | 21        | 06 (4)                            | 15 (6/5)                                                                   | 0                                                | Sozialistische Partei                             |
| Qark Dibra       | Bulqiza         | 21        | 08 (2)                            | 13 (3/2)                                                                   | 0                                                | Sozialistische Partei                             |
| Qark Dibra       | Dibra           | 31        | 13 (8)                            | 17 (8/3)                                                                   | 01                                               | Demokratische Partei                              |
| Qark Dibra       | Klos            | 21        | 09 (2)                            | 12 (2/3)                                                                   | 0                                                | Sozialistische Bewegung für Integration           |
| Qark Dibra       | Mat             | 21        | 09 (3)                            | 12 (3/3)                                                                   | 0                                                | Sozialistische Partei                             |
| Qark Durrës      | Durrës          | 51        | 16 (14)                           | 35 (16/13)                                                                 | 0                                                | Sozialistische Partei                             |
| Qark Durrës      | Kruja           | 31        | 12 (5)                            | 19 (5/6)                                                                   | 0                                                | Demokratische Partei                              |
| Qark Durrës      | Shijak          | 21        | 09 (6)                            | 12 (7/2)                                                                   | 0                                                | Sozialistische Partei                             |
| Qark Elbasan     | Belsh           | 21        | 08 (2)                            | 13 (5/4)                                                                   | 0                                                | Sozialistische Partei                             |
| Qark Elbasan     | Cërrik          | 21        | 07 (4)                            | 14 (5/4)                                                                   | 0                                                | Sozialistische Partei                             |
| Qark Elbasan     | Elbasan         | 51        | 16 (13)                           | 35 (16/10)                                                                 | 0                                                | Sozialistische Partei                             |
| Qark Elbasan     | Gramsh          | 21        | 05 (1)                            | 16 (2/2)                                                                   | 0                                                | Christdemokratische Allianz Albaniens             |
| Qark Elbasan     | Librazhd        | 21        | 04 (2)                            | 17 (5/2)                                                                   | 0                                                | Sozialistische Partei                             |
| Qark Elbasan     | Peqin           | 21        | 05 (3)                            | 15 (2/4)                                                                   | 01                                               | Partei für Gerechtigkeit, Integration und Einheit |
| Qark Elbasan     | Përrenjas       | 21        | 06 (2)                            | 15 (4/2)                                                                   | 0                                                | Sozialistische Partei                             |
| Qark Fier        | Divjaka         | 31        | 10 (6)                            | 21 (9/6)                                                                   | 0                                                | Sozialistische Partei                             |
| Qark Fier        | Fier            | 41        | 12 (8)                            | 29 (16/9)                                                                  | 0                                                | Sozialistische Partei                             |
| Qark Fier        | Lushnja         | 41        | 12 (10)                           | 29 (14/9)                                                                  | 0                                                | Sozialistische Partei                             |
| Qark Fier        | Mallakastra     | 21        | 07 (2)                            | 14 (4/3)                                                                   | 0                                                | Sozialistische Partei                             |
| Qark Fier        | Patos           | 21        | 04 (3)                            | 17 (8/5)                                                                   | 0                                                | Sozialistische Partei                             |
| Qark Fier        | Roskovec        | 21        | 07 (3)                            | 14 (9/3)                                                                   | 0                                                | Sozialistische Partei                             |
| Qark Gjirokastra | Dropull         | 21        | 03 (3)                            | 14 (3/10)                                                                  | 04                                               | Sozialistische Bewegung für Integration           |
| Qark Gjirokastra | Gjirokastra     | 31        | 10 (8)                            | 21 (9/7)                                                                   | 0                                                | Sozialistische Partei                             |
| Qark Gjirokastra | Këlcyra         | 15        | 04 (1)                            | 11 (1/3)                                                                   | 0                                                | Sozialistische Bewegung für Integration           |
| Qark Gjirokastra | Libohova        | 15        | 06 (4)                            | 09 (5/3)                                                                   | 0                                                | Sozialistische Partei                             |
| Qark Gjirokastra | Memaliaj        | 21        | 04 (2)                            | 16 (5/7)                                                                   | 01                                               | Sozialistische Bewegung für Integration           |
| Qark Gjirokastra | Përmet          | 21 1      | 05 (1)                            | 15 (2/4)                                                                   | 0                                                | Sozialistische Bewegung für Integration           |
| Qark Gjirokastra | Tepelena        | 15        | 04 (2)                            | 11 (5/4)                                                                   | 0                                                | Sozialistische Partei                             |
| Qark Korça       | Devoll          | 21        | 06 (4)                            | 15 (4/4)                                                                   | 0                                                | Demokratische Partei                              |
| Qark Korça       | Kolonja         | 15        | 04 (4)                            | 11 (5/3)                                                                   | 0                                                | Sozialistische Partei                             |
| Qark Korça       | Korça           | 41        | 12 (11)                           | 29 (17/8)                                                                  | 0                                                | Sozialistische Partei                             |
| Qark Korça       | Maliq           | 31        | 10 (6)                            | 21 (9/6)                                                                   | 0                                                | Sozialistische Partei                             |
| Qark Korça       | Pogradec        | 31        | 10 (5)                            | 21 (7/5)                                                                   | 0                                                | Sozialistische Partei                             |
| Qark Korça       | Pustec          | 15        | 03 (1)                            | 12 (2/2)                                                                   | 0                                                | Mazedonischen Allianz für Europäische Integration |
| Qark Kukës       | Has             | 21        | 09 (2)                            | 12 (1/1)                                                                   | 0                                                | Demokratische Partei                              |
| Qark Kukës       | Kukës           | 31        | 13 (4)                            | 17 (2/2)                                                                   | 01                                               | Demokratische Partei                              |
| Qark Kukës       | Tropoja         | 21        | 09 (4)                            | 12 (2/2)                                                                   | 0                                                | Demokratische Partei                              |
| Qark Lezha       | Kurbin          | 31        | 06 (3)                            | 25 (7/7)                                                                   | 0                                                | Sozialistische Partei                             |
| Qark Lezha       | Lezha           | 41        | 18 (7)                            | 22 (5/4)                                                                   | 01                                               | Demokratische Partei                              |
| Qark Lezha       | Mirdita         | 21        | 04 (2)                            | 15 (2/2)                                                                   | 02                                               | Sozialistische Bewegung für Integration           |
| Qark Shkodra     | Fushë-Arrëz     | 15        | 05 (1)                            | 10 (1/2)                                                                   | 0                                                | Sozialistische Bewegung für Integration           |
| Qark Shkodra     | Malësia e Madhe | 31        | 12 (3)                            | 17 (5/5)                                                                   | 02                                               | Sozialistische Bewegung für Integration           |
| Qark Shkodra     | Puka            | 15        | 03 (1)                            | 11 (1/3)                                                                   | 01                                               | Sozialistische Bewegung für Integration           |
| Qark Shkodra     | Shkodra         | 51        | 27 (21)                           | 24 (9/10)                                                                  | 0                                                | Demokratische Partei                              |
| Qark Shkodra     | Vau-Deja        | 21        | 11 (7)                            | 10 (3/2)                                                                   | 0                                                | Demokratische Partei                              |
| Qark Tirana      | Kamza           | 41        | 19 (12)                           | 22 (8/9)                                                                   | 0                                                | Demokratische Partei                              |
| Qark Tirana      | Kavaja          | 31        | 11 (9)                            | 20 (10/5)                                                                  | 0                                                | Sozialistische Partei                             |
| Qark Tirana      | Rrogozhina      | 21        | 06 (4)                            | 15 (5/5)                                                                   | 0                                                | Sozialistische Partei                             |
| Qark Tirana      | Tirana          | 61        | 19 (17)                           | 42 (25/13)                                                                 | 0                                                | Sozialistische Partei                             |
| Qark Tirana      | Vora            | 21        | 10 (7)                            | 11 (3/6)                                                                   | 0                                                | Demokratische Partei                              |
| Qark Vlora       | Delvina         | 15        | 04 (2)                            | 11 (3/4)                                                                   | 0                                                | Sozialistische Bewegung für Integration           |
| Qark Vlora       | Finiq           | 21        | 01 (1)                            | 08 (5/2)                                                                   | 12                                               | Ethnisch-Griechische Minderheit für die Zukunft   |
| Qark Vlora       | Himara          | 21        | 03 (2)                            | 14 (8/4)                                                                   | 04                                               | Sozialistische Partei                             |
| Qark Vlora       | Konispol        | 15        | 05 (2)                            | 09 (4/2)                                                                   | 01                                               | Sozialistische Partei                             |
| Qark Vlora       | Saranda         | 31        | 09 (4)                            | 20 (8/4)                                                                   | 02                                               | Sozialistische Partei                             |
| Qark Vlora       | Selenica        | 21        | 08 (4)                            | 13 (5/2)                                                                   | 0                                                | Sozialistische Partei                             |
| Qark Vlora       | Vlora           | 41        | 12 (9)                            | 29 (18/5)                                                                  | 0                                                | Sozialistische Partei                             |